# Kishanganj (Distrikt)
Der Distrikt Kishanganj (Hindi किशनगंज जिला, Urdu ضلع کشن گنج) ist ein Distrikt im indischen Bundesstaat Bihar. Der Distrikt ist Teil der historischen Region Mithila. Sitz der Verwaltung ist die Stadt Kishanganj.

## Geographie
Der Distrikt Kishanganj liegt im äußersten Nordosten Bihars. Im Nordwesten und Norden grenzt er an Nepal und im Osten an den benachbarten Bundesstaat Westbengalen (Distrikte Darjeeling und Uttar Dinajpur). Westbengalen bildet an dieser Stelle nur einen etwa 20 km breiten Landstreifen vor dem weiter östlich gelegenen Bangladesch. Die angrenzenden Distrikte in Bihar sind Araria im Westen und Purnia im Süden. Durch den Distrikt fließt von Nordosten in Richtung Südwesten der Fluss Mahananda. Daneben gibt es noch mehrere kleinere Flüsse (Kankai, Mechi, Donk, Ratua and Ramzan).

## Geschichte
Kishanganj wurde am 14. Januar 1990 ein eigener Distrikt. Zuvor war es Teil des Nachbardistrikts Purnia.

## Bevölkerung
Die Einwohnerzahl lag 2011 bei 1.690.400. Die Bevölkerungswachstumsrate im Zeitraum von 2001 bis 2011 betrug 30,25 % und lag damit sehr hoch. Kishanganj hatte ein Geschlechterverhältnis von 946 Frauen pro 1000 Männer. Der Distrikt wies eine Alphabetisierungsrate von 55,46 % auf, was eine sehr starke Steigerung um knapp 24 Prozentpunkte gegenüber dem Jahr 2001 bedeutete. Die Alphabetisierung lag damit allerdings weiterhin deutlich unter dem nationalen Durchschnitt. 68 % der Bevölkerung waren Muslime und 31,4 % waren Hindus. Kishanganj war damit der einzige Bezirk in Bihar mit einer muslimischen Mehrheit. Die im Distrikt vorherrschende Sprache ist  Maithili.
Lediglich 9,5 % der Bevölkerung lebten in Städten. Die größte Stadt war Kishanganj mit 105.782 Einwohnern.

## Verwaltung
Mit Stand 2021 war Kishanganj in sieben Tehsils unterteilt: Bahadurganj, Dighalbank, Kishanganj, Kochadhaman, Pothia, Terhagachh, Thakurganj.

## Wirtschaft
Eine Besonderheit von Kishanganj ist der Anbau von Tee. Im Jahr 2018 wurden auf 50.000 Acres (ca. 20.234 ha) etwa 20.000 t Tee produziert.

## Verkehr
Kishanganj ist von Bedeutung für den Durchgangsverkehr in Richtung Nordostindien. Die Distrikthauptstadt Kishanganj besitzt einen Bahnhof an der Strecke der Northeast Frontier Railway. Hier befindet ist auch ein Haltepunkt des zwischen Neu-Delhi and Guwahati verkehrenden Rajdhani Expresses. Der Distrikt wird außerdem vom National Highway 31 (NH 31) durchquert.